# Schlotheimia tortilis
Schlotheimia tortilis är en bladmossart som beskrevs av Georg Ernst Ludwig Hampe 1872. Schlotheimia tortilis ingår i släktet Schlotheimia och familjen Orthotrichaceae. Inga underarter finns listade i Catalogue of Life.